# Содержание воды

Состав грунта по объему и массе, по фазам: воздух, вода, пустота (поры, заполненные водой или воздухом).

Содержание воды—  количество воды, содержащейся в материале. Содержание воды выражается в виде отношения, которое может принимать значения от 0 (полностью сухой) до значения пористости материалов при насыщении. Он может быть дан на объемной или массовой (гравиметрической) основе. В глинистых грунтах вода находится в связанном состоянии, в песках в капиллярном, в гравии гравитационная вода.

## Определения
Объемное содержание воды θ определяется математически как:
{\displaystyle \theta ={\frac {V_{w}}{V_{\text{wet}}}}}
где {\displaystyle V_{w}} объём воды и {\displaystyle V_{\text{wet}}=V_{s}+V_{w}+V_{a}} общий объём влажного материала, то есть сумме объёмов твердыğ частиц (например, частиц грунта, тканей растительности) {\displaystyle V_{s}}, воды {\displaystyle V_{w}}, и воздуха {\displaystyle V_{a}} .
Гравиметрическое содержание воды выражается по массе (весу) следующим образом:
{\displaystyle u={\frac {m_{w}}{m_{s}}}}
где {\displaystyle m_{w}} масса воды и {\displaystyle m_{s}} масса твердых тел.
Для материалов, объём которых изменяется в зависимости от содержания воды, таких как уголь, гравиметрическое содержание воды u выражается в виде массы воды на единицу массы влажного образца (до сушки):
{\displaystyle u'={\frac {m_{w}}{m_{\text{wet}}}}}
Однако деревообработка, геотехник требуют, чтобы гравиметрическое содержание влаги выражалось по отношению к сухому весу образца:
{\displaystyle u''={\frac {m_{w}}{m_{\text{dry}}}}}
И в пищевой промышленности оба {\displaystyle u'} а также {\displaystyle u''} используются и называются соответственно влагосодержанием на сырую основу (MCwb) и влажностью на сухую основу (MCdb).
Значения часто выражаются в процентах, то есть u × 100 %.
Чтобы преобразовать гравиметрическое содержание воды в объемное содержание воды, умножьте гравиметрическое содержание воды на общий удельный вес. {\displaystyle SG} материала:
{\displaystyle \theta =u\times SG} .
В механике грунтов степень водонасыщенности, {\displaystyle S_{w}}, определяется как
{\displaystyle S_{w}={\frac {V_{w}}{V_{v}}}={\frac {V_{w}}{V\phi }}={\frac {\theta }{\phi }}}
где {\displaystyle \phi =V_{v}/V} — пористость с точки зрения объёма пустот или порового пространства {\displaystyle V_{v}} и общий объём вещества {\displaystyle V} . Значения S w могут варьироваться от 0 (сухой) до 1 (насыщенный). В действительности S w никогда не достигает 0 или 1 — это идеализация для инженерного использования.
Нормированное содержание воды, {\displaystyle \Theta }, (также называемое эффективным насыщением или {\displaystyle S_{e}}) — безразмерная величина, определённая ван Генухтеном как:
{\displaystyle \Theta ={\frac {\theta -\theta _{r}}{\theta _{s}-\theta _{r}}}}
куда {\displaystyle \theta } объемное содержание воды; {\displaystyle \theta _{r}} — остаточное содержание воды, определяемое как содержание воды, для которого градиент {\displaystyle d\theta /dh} становится нулем; а также, {\displaystyle \theta _{s}} — содержание насыщенной воды, эквивалентное пористости, {\displaystyle \phi } .

## Измерение

### Прямые методы
Содержание воды можно измерить непосредственно с помощью сушильной печи .
Гравиметрическое содержание воды u рассчитывается через массу воды {\displaystyle m_{w}}:
{\displaystyle m_{w}=m_{\text{wet}}-m_{\text{dry}}}
куда {\displaystyle m_{\text{wet}}} а также {\displaystyle m_{\text{dry}}} — массы образца до и после сушки в печи. Это дает числитель u; знаменатель либо {\displaystyle m_{\text{wet}}} или же {\displaystyle m_{\text{dry}}} (в результате получается u' или u" соответственно), в зависимости от дисциплины.
С другой стороны, объемное содержание воды θ рассчитывается через объём воды {\displaystyle V_{w}}:
{\displaystyle V_{w}={\frac {m_{w}}{\rho _{w}}}}
где {\displaystyle \rho _{w}} это плотность воды. Это дает числитель θ; знаменатель, {\displaystyle V_{\text{wet}}}, представляет собой общий объём влажного материала, который определяется простым заполнением контейнера известного объёма (например, жестяной банки) при отборе пробы.
Для древесины принято сообщать о содержании влаги в сухом виде (то есть образец обычно сушат в печи при температуре 105 градусов Цельсия в течение 24 часов или до тех пор, пока он не перестанет терять вес). При сушке древесины это важная концепция.

### Лабораторные методы
Другие методы, определяющие содержание воды в образце, включают химическое титрование (например, титрование по методу Карла Фишера), определение потери массы при нагревании (возможно, в присутствии инертного газа) или после сушки вымораживанием. В пищевой промышленности также широко используется метод Дина-Старка .
Общее содержание испаряемой влаги в заполнителе можно рассчитать по формуле:
{\displaystyle p={\frac {W-D}{W}}}
где {\displaystyle p} — доля общего содержания испаряемой влаги в образце, {\displaystyle W} — масса исходного образца, а {\displaystyle D} — масса высушенного образца.

### Измерение влажности почвы
В дополнение к прямым и лабораторным методам, указанным выше, доступны следующие варианты.

#### Геофизические методы
Существует несколько доступных геофизических методов, которые могут приблизить содержание влаги в почве на месте. К таким методам относятся: рефлектометрия во временной области (TDR), нейтронный зонд, датчик в частотной области, емкостной зонд, рефлектометрия в амплитудной области, томография электрического сопротивления, георадар (GPR) и другие, чувствительные к физическим свойствам воды. Геофизические датчики часто используются для непрерывного мониторинга влажности почвы в сельскохозяйственных и научных целях.

#### Спутниковый метод дистанционного зондирования
Спутниковое микроволновое дистанционное зондирование используется для оценки влажности почвы на основе большого контраста между диэлектрическими свойствами влажной и сухой почвы. Микроволновое излучение не чувствительно к атмосферным переменным и может проникать сквозь облака. Кроме того, микроволновый сигнал может в определённой степени проникать сквозь растительный покров и извлекать информацию с поверхности земли. Для оценки поверхностной влажности почвы используются данные микроволновых спутников дистанционного зондирования, таких как WindSat, AMSR-E, RADARSAT, ERS-1-2, Metop/ASCAT и SMAP.

### Измерение влажности древесины
Существуют два основных метода измерения влажности древесины: испытание на сушку в печи и использование электронного влагомера.

#### Сухой метод
Сухой метод требует сушки образца древесины в специальной печи или печи и проверки веса образца через регулярные промежутки времени. Когда процесс сушки завершен, вес образца сравнивается с его весом до сушки, и разница используется для расчета первоначального содержания влаги в древесине.

#### Метод измерения влажности
Штыревые и бесштыревые измерители являются двумя основными типами влагомеров.
Штифтовые измерители требуют вбивания двух штифтов в поверхность древесины, при этом убедитесь, что штифты выровнены с волокнами, а не перпендикулярны ему. Штыревые измерители обеспечивают показания содержания влаги путем измерения сопротивления электрического тока между двумя штырями. Чем суше древесина, тем больше сопротивление электрическому току при измерении ниже точки насыщения волокна древесины. Штифтовые измерители обычно предпочтительнее, когда нет плоской поверхности древесины, доступной для измерения.
Измерители без штифтов излучают электромагнитный сигнал в древесину для получения показаний о содержании влаги в древесине и, как правило, предпочтительнее, когда повреждение поверхности древесины недопустимо, или когда требуется большой объём показаний или большая простота использования.

## Классификация и использование
Влага может присутствовать в виде адсорбированной влаги на внутренних поверхностях и в виде капиллярного конденсата в мелких порах. При низкой относительной влажности влага состоит в основном из адсорбированной воды. При более высокой относительной влажности жидкая вода становится все более и более важной, в зависимости или не в зависимости от размера пор также может оказывать влияние объём. Однако в древесных материалах почти вся вода поглощается при относительной влажности ниже 98%.
В биологических приложениях также может быть различие между физисорбированной водой и «свободной» водой — физисорбированная вода тесно связана с биологическим материалом и относительно трудно удаляется из него. Метод, используемый для определения содержания воды, может повлиять на то, будет ли учитываться вода, присутствующая в этой форме. Для лучшего определения «свободной» и «связанной» воды следует учитывать активность воды в материале.
Молекулы воды также могут присутствовать в материалах, тесно связанных с отдельными молекулами, в виде «кристаллизационной воды» или в виде молекул воды, которые являются статическими компонентами белковой структуры.

### Сельскохозяйственные науки
В почвоведении, гидрологии и сельскохозяйственных науках содержание воды играет важную роль для пополнения запасов подземных вод, сельского хозяйства и химии почвы. Многие недавние научные исследования были направлены на прогностическое понимание содержания воды в пространстве и времени. Наблюдения в целом показали, что пространственная изменчивость содержания воды имеет тенденцию к увеличению по мере увеличения общей влажности в семиаридных регионах, к уменьшению по мере увеличения общей влажности во влажных регионах и к пику при промежуточных условиях влажности в регионах с умеренным климатом.
Есть четыре стандарта содержания воды, которые обычно измеряются и используются, и они описаны в следующей таблице:
| Имя                        | Обозначение    | Давление всасывания </br> (Дж/кг или кПа) | Типичное содержание воды </br> (объем/объем) | Условия                                                          |
| -------------------------- | -------------- | ----------------------------------------- | -------------------------------------------- | ---------------------------------------------------------------- |
| Содержание насыщенной воды | θ с            | 0                                         | 0,2-0,5                                      | Полностью насыщенный грунт, эквивалентный эффективной пористости |
| Емкость поля               | θфк            | −33                                       | 0,1-0,35                                     | Влажность почвы через 2-3 дня после дождя или полива             |
| Постоянная точка увядания  | θ pwp или θ wp | −1500                                     | 0,01-0,25                                    | Минимальная влажность почвы, при которой растение увядает        |
| Остаточное содержание воды | θ р            | −∞                                        | 0,001-0,1                                    | Остаток воды при высоком напряжении                              |

И, наконец, доступное содержание воды, θ a, которое эквивалентно:
θ a ≡ θ fc — θ pwp
который может колебаться от 0,1 в гравии до 0,3 в торфе.

#### Сельское хозяйство
Когда почва становится слишком сухой, транспирация растений падает, потому что вода все больше связывается с частицами почвы за счет всасывания. Ниже точки увядания растения больше не могут извлекать воду. В этот момент они увядают и полностью перестают транспирироваться. Условия, при которых почва слишком сухая для поддержания надежного роста растений, называются сельскохозяйственной засухой и являются предметом особого внимания при управлении орошением. Такие условия распространены в засушливых и полузасушливых средах.
Некоторые специалисты в области сельского хозяйства начинают использовать экологические измерения, такие как влажность почвы, для планирования орошения. Этот метод называется «умным орошением» или «обработкой почвы».

#### Подземные воды
В насыщенных подземными водами водоносных горизонтах все доступные поровые пространства заполнены водой (объемное содержание воды = пористость). Над капиллярной каймой в порах также находится воздух.
Большинство почв имеют содержание воды меньше, чем пористость, что является определением ненасыщенных условий, и они составляют предмет гидрогеологии аэрационной зоны . Капиллярная полоса грунтовых вод является границей между насыщенными и ненасыщенными условиями. Содержание воды в капиллярной кайме уменьшается по мере удаления от фреатической поверхности. Поток воды через и ненасыщенную зону в почвах часто включает процесс образования пальцев, возникающий в результате нестабильности Саффмана-Тейлора . Это происходит в основном из-за процессов дренажа и создает нестабильную границу между насыщенными и ненасыщенными областями.
Одной из основных сложностей, возникающих при изучении аэрационной зоны, является то, что ненасыщенная гидравлическая проводимость является функцией содержания воды в материале. Когда материал высыхает, связанные влажные пути через среду становятся меньше, а гидравлическая проводимость уменьшается с меньшим содержанием воды очень нелинейным образом.
Кривая водоудержания представляет собой зависимость между объемным содержанием воды и водным потенциалом пористой среды. Он характерен для различных типов пористой среды. Из-за гистерезиса можно различить разные кривые смачивания и высыхания.

## В агрегатах
Как правило, заполнитель имеет четыре различных состояния влажности. Они бывают сухими в печи (OD), сухими на воздухе (AD), сухими с насыщенной поверхностью (SSD) и влажными (или влажными). Сухая в печи и насыщенная сухая поверхность могут быть получены экспериментально в лабораториях, в то время как воздушно-сухая и влажная (или влажная) являются обычными условиями заполнителей в природе.

### Четыре условия
- Сухость в печи (Oven-dry OD) определяется как состояние заполнителя, при котором в любой части заполнителя нет влаги. Это условие может быть достигнуто в лаборатории путем нагрева агрегата до 220 °F (105 °С) в течение определённого периода времени[10].
- Воздушно-сухой (Air-dry AD) определяется как состояние заполнителя, при котором в порах заполнителя имеется некоторое количество воды или влаги, а его внешние поверхности сухие. Это естественное состояние заполнителей летом или в засушливых регионах. В этом состоянии заполнитель будет поглощать воду из других материалов, добавленных к его поверхности, что, возможно, окажет некоторое влияние на некоторые характеристики заполнителя[10].
- Насыщенная сухая поверхность (Saturated surface dry SSD) определяется как состояние заполнителя, в котором поверхности частиц являются «сухими» (т . е. они не будут ни поглощать добавленную воду затворения, ни вносить какую-либо содержащуюся в них воду в смесь). mix[10]), но межчастичные пустоты насыщены водой. В этом состоянии заполнители не будут влиять на содержание свободной воды в композитном материале[11][12].

Адсорбция воды по массе (A m) определяется по массе насыщенно-сухой поверхности (Mssd) и массе высушенного в печи образца (Mdry) по формуле:
{\displaystyle A={\frac {M_{ssd}-M_{dry}}{M_{dry}}}}
- Влажное (или мокрое) определяется как состояние заполнителя, при котором вода полностью проникает в заполнитель через поры в нём, а на его поверхности имеется свободная вода сверх условия SSD, которая станет частью воды затворения[10].

### Заявление
Среди этих четырёх условий влажности заполнителей насыщенная сухая поверхность является условием, которое имеет наибольшее применение в лабораторных экспериментах, исследованиях и исследованиях, особенно связанных с водопоглощением, соотношением состава или испытанием на усадку таких материалов, как бетон. Для многих связанных экспериментов состояние насыщенной сухой поверхности является предпосылкой, которую необходимо реализовать перед экспериментом. В насыщенном сухом состоянии поверхности содержание воды в заполнителе находится в относительно стабильном и статическом состоянии, когда на него не влияет окружающая среда. Следовательно, в экспериментах и испытаниях, когда заполнители находятся в состоянии насыщения поверхности сухим, будет меньше разрушающих факторов, чем в других трех условиях.